# Lamyra antipai
Lamyra antipai är en tvåvingeart som beskrevs av Weinberg och Parvu 1999. Lamyra antipai ingår i släktet Lamyra och familjen rovflugor. Inga underarter finns listade i Catalogue of Life.